# Microhyla pulchra
Microhyla pulchra е вид жаба от семейство Тесноусти жаби (Microhylidae). Видът не е застрашен от изчезване.

## Разпространение
Разпространен е във Виетнам, Камбоджа, Китай, Лаос, Макао, Тайланд и Хонконг.

## Описание
Популацията на вида е стабилна.